# Sainte-Barbe (Moselle)
Pour les articles homonymes, voir Sainte-Barbe.
Ne doit pas être confondu avec Sainte-Barbe, ancienne commune de Moselle avant 1816.
Sainte-Barbe est une commune française située dans le département de la Moselle (région Grand Est).

## Géographie
Sainte-Barbe est situé à l'est - nord-est de Metz sur le Plateau lorrain. Le village possède trois hameaux : Avancy au nord, Cheuby à l'est et Gras au sud.

### Communes limitrophes
| Sanry-lès-Vigy            | Vigy, Vry    | Hayes      |
| Failly                    | Sainte-Barbe | Les Étangs |

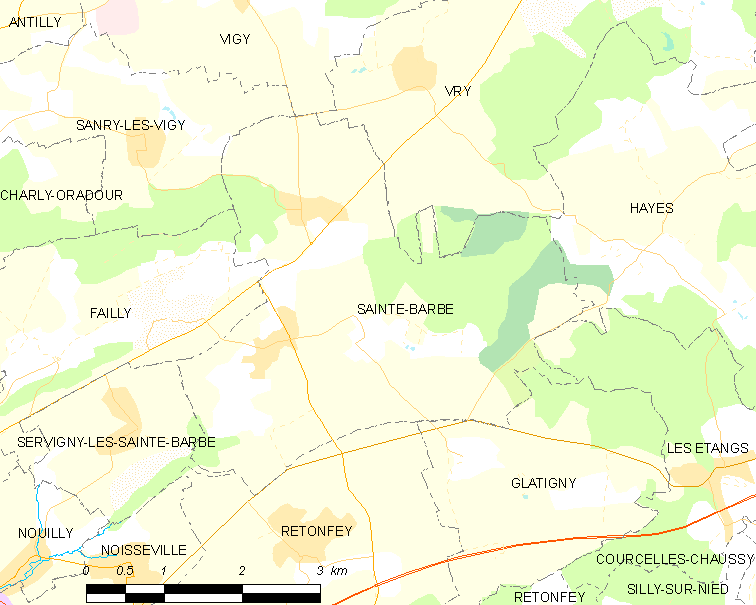
Carte de la commune.

| Servigny-lès-Sainte-Barbe | Retonfey     | Glatigny   |

### Hydrographie
La commune est située dans le bassin versant du Rhin au sein du bassin Rhin-Meuse. Elle est drainée par le ruisseau la Bevotte, le ruisseau de Quarante et le ruisseau de Libaville.
Le ruisseau la Bevotte, d'une longueur totale de 12,1 km, prend sa source dans la commune de Vry et se jette  dans la Moselle à Argancy, après avoir traversé six communes.

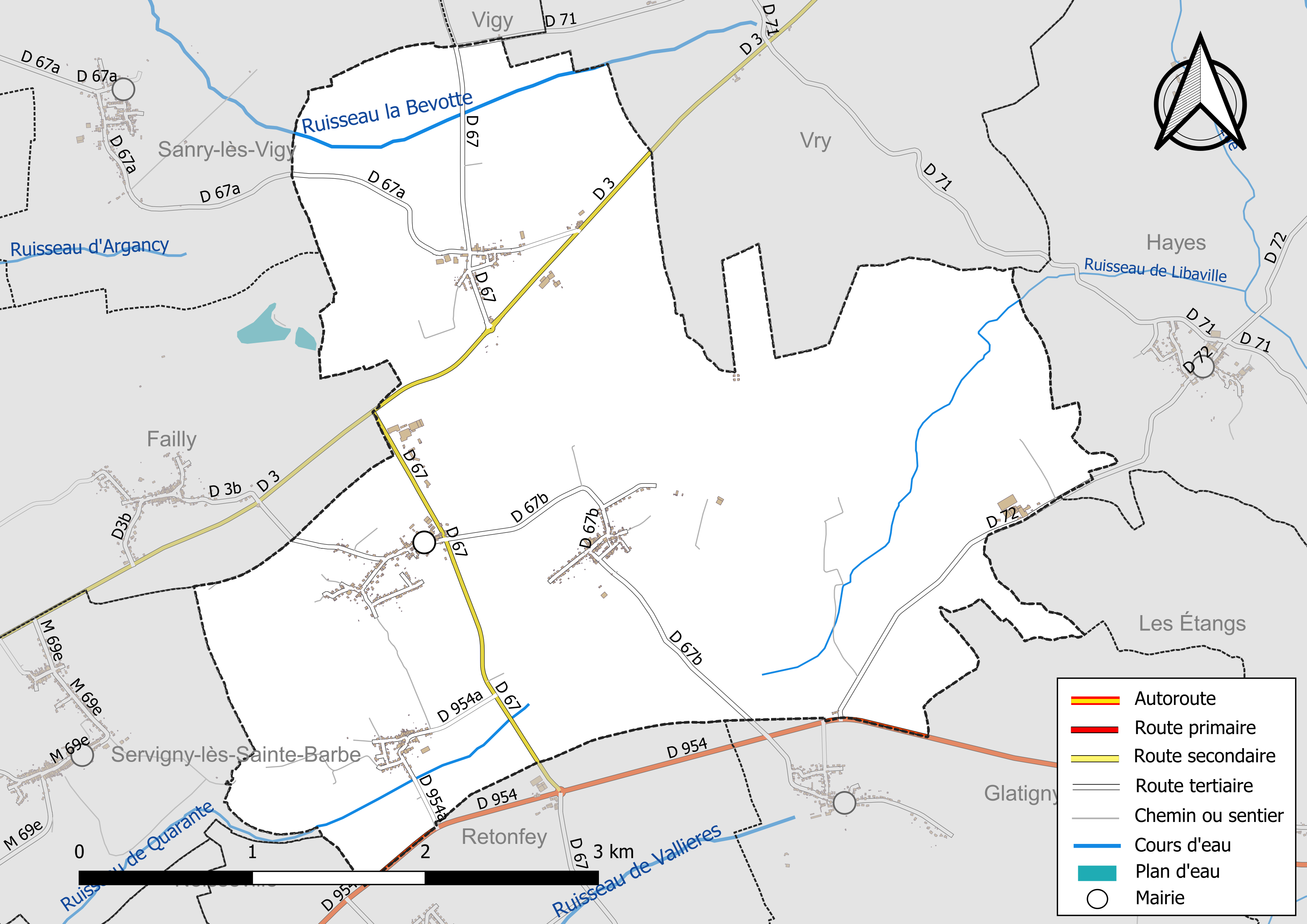
Réseaux hydrographique et routier de Sainte-Barbe.

La qualité des eaux des principaux cours d’eau de la commune, notamment du ruisseau la Bevotte, peut être consultée sur un site spécial géré par les agences de l’eau et l’Agence française pour la biodiversité.

### Climat
Pour des articles plus généraux, voir Climat du Grand Est et Climat de la Moselle.
En 2010, le climat de la commune est de type climat de montagne, selon une étude du Centre national de la recherche scientifique s'appuyant sur une série de données couvrant la période 1971-2000. En 2020, Météo-France publie une typologie des climats de la France métropolitaine dans laquelle la commune est exposée à un climat semi-continental et est dans la région climatique  Lorraine, plateau de Langres, Morvan, caractérisée par un hiver rude (1,5 °C), des vents modérés et des brouillards fréquents en automne et hiver. 
Pour la période 1971-2000, la température annuelle moyenne est de 9,4 °C, avec une amplitude thermique annuelle de 16,9 °C. Le cumul annuel moyen de précipitations est de 837 mm, avec 12,4 jours de précipitations en janvier et 9,4 jours en juillet. Pour la période 1991-2020, la température moyenne annuelle observée sur la station météorologique de Météo-France la plus proche, « Malancourt », sur la commune d'Amnéville à 16 km à vol d'oiseau, est de 10,2 °C et le cumul annuel moyen de précipitations est de 884,1 mm. 
La température maximale relevée sur cette station est de 39,3 °C, atteinte le 25 juillet 2019 ; la température minimale est de −17,9 °C, atteinte le 5 janvier 1985,,. 
Les paramètres climatiques de la commune ont été estimés pour le milieu du siècle (2041-2070) selon différents scénarios d'émission de gaz à effet de serre à partir des nouvelles projections climatiques de référence DRIAS-2020. Ils sont consultables sur un site spécial publié par Météo-France en novembre 2022.

## Urbanisme

### Typologie
Au 1er janvier 2024, Sainte-Barbe est catégorisée commune rurale à habitat dispersé, selon la nouvelle grille communale de densité à sept niveaux définie par l'Insee en 2022.
Elle est située hors unité urbaine. Par ailleurs la commune fait partie de l'aire d'attraction de Metz, dont elle est une commune de la couronne,. Cette aire, qui regroupe 245 communes, est catégorisée dans les aires de 200 000 à moins de 700 000 habitants,.

### Occupation des sols
L'occupation des sols de la commune, telle qu'elle ressort de la base de données européenne d’occupation biophysique des sols Corine Land Cover (CLC), est marquée par l'importance des territoires agricoles (69,1 % en 2018), une proportion sensiblement équivalente à celle de 1990 (69,6 %). La répartition détaillée en 2018 est la suivante : 
terres arables (55,7 %), forêts (24,9 %), prairies (11,6 %), zones urbanisées (4,3 %), zones agricoles hétérogènes (1,8 %), milieux à végétation arbustive et/ou herbacée (1,7 %). L'évolution de l’occupation des sols de la commune et de ses infrastructures peut être observée sur les différentes représentations cartographiques du territoire : la carte de Cassini (XVIIIe siècle), la carte d'état-major (1820-1866) et les cartes ou photos aériennes de l'IGN pour la période actuelle (1950 à aujourd'hui).

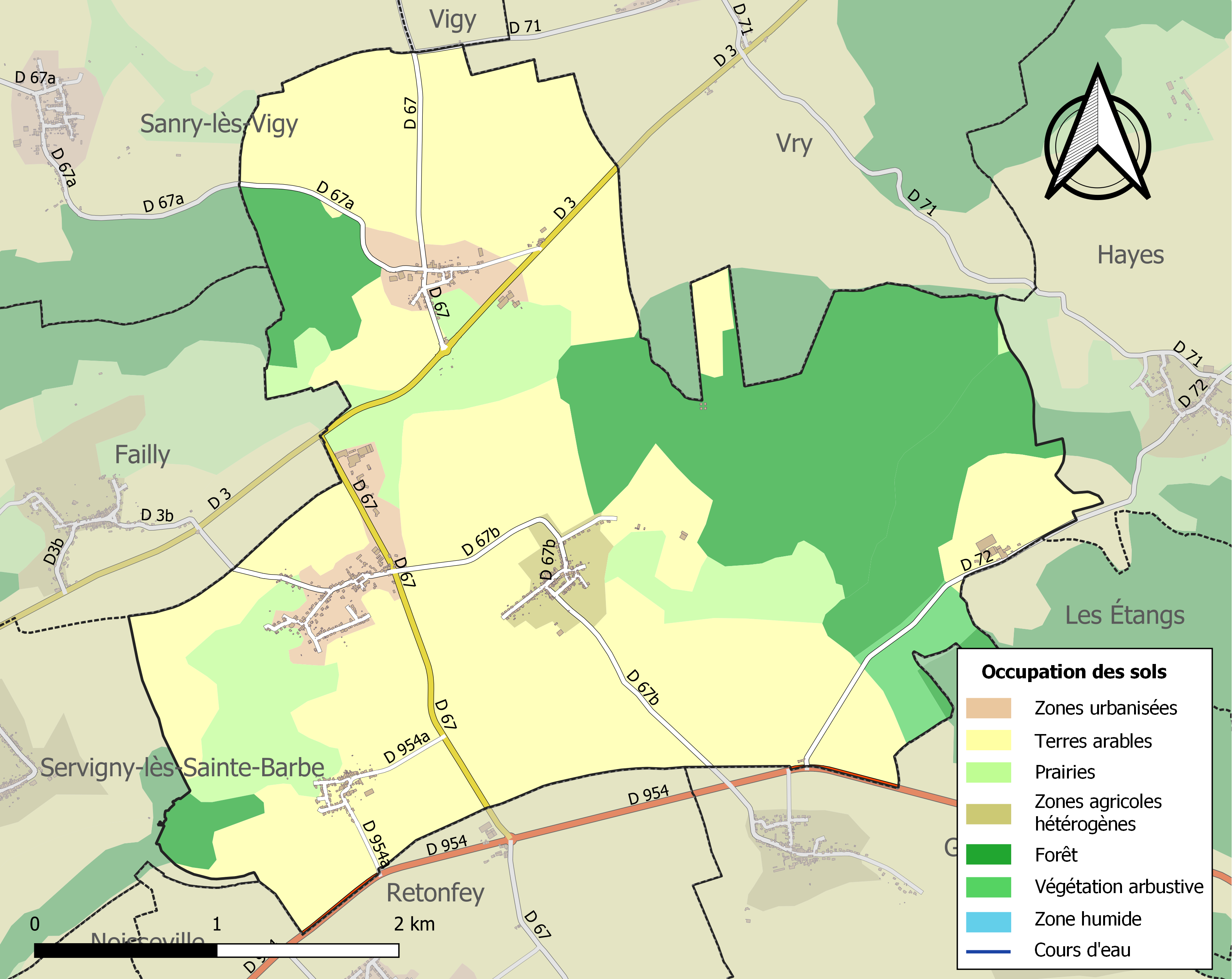
Carte des infrastructures et de l'occupation des sols de la commune en 2018 (CLC).

## Toponymie
- Sainte-Bairbe (1300), Sainte-Bairbe (1404), Sainte-Bairbe aux Chants (1516), Sainte Barbe (1793).
- 1871-1915 : Sainte Barbe[14], 1915-1918 : Sankt Barbara, 1940-1944 : Sankt Barbara.

### Sobriquet
Les habitants de Sainte-Barbe avaient pour surnom patois lés cinguieus (= les « Par la chair (de) Dieu »). Cette explication qui n'est pas une traduction du patois n'est pas partagée par le site cartographie des blasons populaires de Lorraine qui y voit une sorte de double calembour. Cinguieu peut être compris dans l'ancienne langue locale comme sanglier qui est un sobriquet courant à proximité de massifs forestiers ce qui est le cas ici ; mais on peut aussi entendre cent-dieux. Il s'agirait alors d'un juron sans blasphème puisque le nom de Dieu n'est pas strictement prononcé. Cette pratique était courante jusqu'au début du XXe siècle.
Les habitants d'Avancy étaient surnommés les canards. Gras était affublé d'une sentence : N-y è i vlèje qu'at tojos grâ(c'est un village qui est toujours gras)

## Histoire
- Village du Haut-Chemin en Pays messin.
- Célèbre pèlerinage des Messins au sanctuaire bâti par Claude Baudoche (début XVIe siècle).
- Prieuré bénédictin affilié en 1633 à la congrégation de Saint-Vanne et Saint-Hydulphe.
- Le village était composé de deux hameaux : Erpegny (R'pini en Lorrain) et Sainte Barbe.[réf. nécessaire]
- La commune de Sainte-Barbe absorbe Avancy, Cheuby et Gras en 1810[16].

## Politique et administration
| Période                                  | Période  | Identité         | Étiquette | Qualité |
| ---------------------------------------- | -------- | ---------------- | --------- | ------- |
| 1983                                     | 2000     | Arthur Conrad    |           |         |
| 2000                                     | En cours | Christian Perrin |           |         |
| Les données manquantes sont à compléter. |          |                  |           |         |

## Démographie
L'évolution du nombre d'habitants est connue à travers les recensements de la population effectués dans la commune depuis 1793. Pour les communes de moins de 10 000 habitants, une enquête de recensement portant sur toute la population est réalisée tous les cinq ans, les populations de référence des années intermédiaires étant quant à elles estimées par interpolation ou extrapolation. Pour la commune, le premier recensement exhaustif entrant dans le cadre du nouveau dispositif a été réalisé en 2004.

En 2022, la commune comptait 783 habitants, en évolution de +6,24 % par rapport à 2016 (Moselle : +0,52 %, France hors Mayotte : +2,11 %).
| 1793 | 1800 | 1806 | 1821 | 1836 | 1841 | 1861 | 1866 | 1871 |
| ---- | ---- | ---- | ---- | ---- | ---- | ---- | ---- | ---- |
| 168  | 149  | 166  | 602  | 592  | 658  | 555  | 596  | 476  |

| 1875 | 1880 | 1885 | 1890 | 1895 | 1900 | 1905 | 1910 | 1921 |
| ---- | ---- | ---- | ---- | ---- | ---- | ---- | ---- | ---- |
| 492  | 485  | 456  | 437  | 407  | 402  | 398  | 375  | 349  |

| 1926 | 1931 | 1936 | 1946 | 1954 | 1962 | 1968 | 1975 | 1982 |
| ---- | ---- | ---- | ---- | ---- | ---- | ---- | ---- | ---- |
| 307  | 296  | 287  | 274  | 258  | 268  | 269  | 302  | 403  |

| 1990 | 1999 | 2004 | 2006 | 2009 | 2014 | 2019 | 2022 | - |
| ---- | ---- | ---- | ---- | ---- | ---- | ---- | ---- | - |
| 525  | 672  | 717  | 710  | 711  | 726  | 761  | 783  | - |

## Culture locale et patrimoine

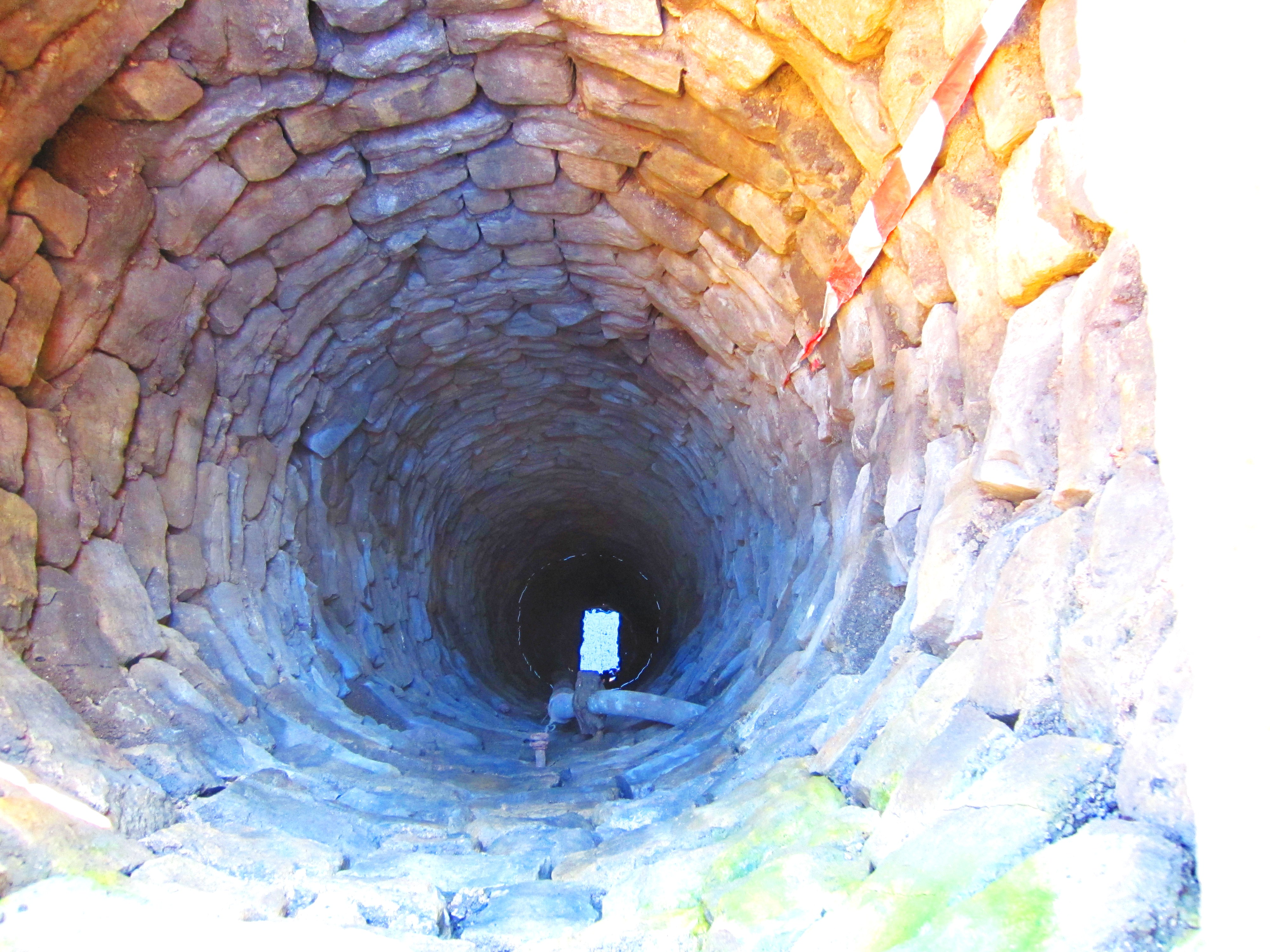
Puits découvert devant l'église.

### Sports
- Club de football : l’AS Sainte-Barbe Sanry Méchy. Le club évolue actuellement en deuxième division départementale[20].

### Lieux et monuments
- Vestiges gallo-romains : découverte de trois bas-reliefs.
- Puits découvert devant l'église.

#### Édifice religieux
- Église Sainte-Barbe, construite en 1516, nef détruite en 1827, reconstruite. Le clocher fortifié appartenait à un ancien prieuré bénédictin (vanniste), partie occidentale et tour carrée XVIe siècle ; groupe de la Nativité XVIIe siècle saint Benoît et sainte Scholastique XVIIe siècle reliquaire de sainte Barbe XIXe siècle ;
- Lors de la démolition de la nef, les vitraux datés de 1524 de Valentin Bousch sont transférés en 1842 et 1856 dans les chapelles respectivement nord et sud du déambulatoire de la cathédrale de Metz.

#### Avancy
- ferme ;
- puits fleuri ;
- fontaine à roue.

### Héraldique
| Blason de Sainte-Barbe | Blason  | De gueules à la tour d’église d'or mouvant de la pointe accostée de deux cailloux d’or. |
| Blason de Sainte-Barbe | Détails | Le statut officiel du blason reste à déterminer.                                        |